# Invierno de ilusiones
Invierno de ilusiones (título original: Sunshine Christmas) es una película estadounidense de drama de 1977, dirigida por Glenn Jordan, escrita por Carol Sobieski, en la fotografía estuvo Edward Rosson y los protagonistas son Cliff De Young, Elizabeth Cheshire y Bill Mumy, entre otros. El filme fue realizado por Universal Television y se estrenó el 12 de diciembre de 1977.

## Sinopsis
Un músico va con su hija adoptiva a Texas para pasar la Navidad con su familia. Mientras se encuentra ahí, empieza a rearmar la relación amorosa que tuvo hace mucho con una chica.